# Warren Smith

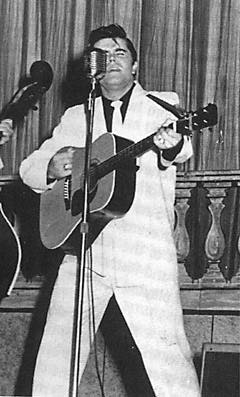
Warren Smith

Warren Smith (* 7. Februar 1932 im Humphreys County, Mississippi; † 31. Januar 1980) war ein US-amerikanischer Rockabilly- und Country-Sänger. Er ist vor allem für den Song Rock’n’Roll Ruby bekannt.

## Leben

### Kindheit und Jugend
Warren Smith wuchs nach der Scheidung seiner Eltern bei seinen Großeltern in Louise, Mississippi auf. 1950 wurde er zur U.S. Air Force einberufen. Die größte Zeit seines Militärdienstes verbrachte er in San Antonio, Texas. Währenddessen nutzte er jede freie Minute, um Gitarre zu spielen oder zu singen. Nach der Entlassung aus der Luftwaffe zog Smith nach Memphis, Tennessee.

### Karriere

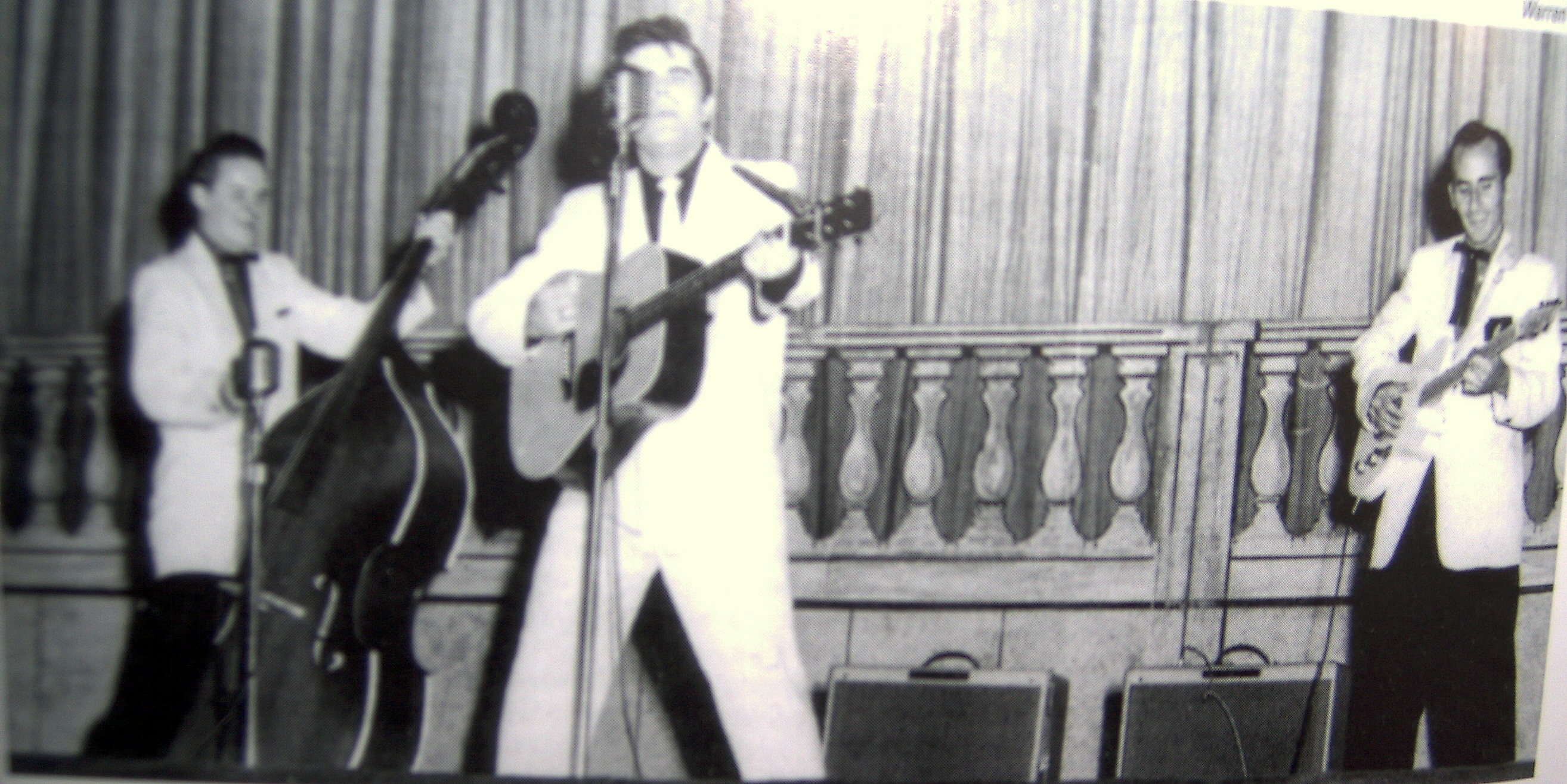
Warren Smith mit Marcus Van Story (links, Bass) und Alton Lott (rechts, Gitarre)

Dort wurde er bald Mitglied der Snearly Ranch Boys. Stan Kesler, Sessionmusiker bei Sun Records und Bandmitglied der Snearly Ranch Boys, vermittelte Smith und die Band an Sam Phillips, dem Besitzer von Sun. Phillips nahm die Gruppe nach einem kurzen Vorspiel Anfang 1956 unter Vertrag. Smiths erste Session fand am 5. Februar 1956 mit den Snearly Ranch Boys statt. Bei dieser Session spielte er das von Johnny Cash komponierte Rock’n’Roll Ruby zusammen mit I’d Rather Be Safe Than Sorry ein. Die Platte verkaufte sich über 68.000 Mal und stieg an die Spitze der Memphis-Charts. Er kaufte sich einen neuen Cadillac mit der Aufschrift Warren Smith – The Rock’n’Roll Ruby Man und gründete eine neue Band, bestehend aus Al Hopson (Gitarre), Marcus Van Story (Kontrabass) und Jimmy Lott (Schlagzeug). Zusammen mit anderen Sun-Stars wie Elvis Presley, Carl Perkins, Johnny Cash, Jerry Lee Lewis und Roy Orbison startete er eine Tournee und wurde Mitglied des KRLD Big D Jamboree in Dallas.
Seine nachfolgende Single Ubangi Stomp konnte den anfänglichen Erfolg nicht wiederholen. Bedingt durch den Aufstieg von Jerry Lee Lewis waren auch seine nächsten Veröffentlichungen Misserfolge, da dessen Hits wie Great Balls of Fire kurz nach seinen Platten herauskamen. Smiths Vertrag bei Sun lief aus, und Smith zog nach Kalifornien. Dort wurde er Mitglied der KFI Town Hall Party, einer der bekanntesten Radio- und Fernsehshows der damaligen Zeit. Unter dem Pseudonym Warren Baker brachte er bei Warner Bros. Records drei erfolglose Singles heraus. Bei den Liberty Records veröffentlichte er einige Country-Titel, schon seine erste Single kam bis auf Platz fünf der Hot Country Songs. Smith schien endlich den Weg zur Berühmtheit gefunden zu haben, zumal fast alle seiner nachfolgenden Singles in die Top-20 kamen. Doch Smiths Vertrag wurde – wie bei Sun – nicht verlängert. Im Frühjahr 1964 hielt er dort seine letzte Session ab. Durch den anhaltenden Misserfolg konsumierte Smith übermäßig viel Alkohol und wurde tablettenabhängig. Das Resultat war ein Autounfall, von dem er sich vollständig erholte. Nach einem 18-monatigen Aufenthalt im Gefängnis scheitere Smiths Ehe. Der Musik hatte er inzwischen den Rücken gekehrt.
Doch Smith fand eine Anstellung als Sicherheitsdirektor bei einem Unternehmen in Longview, Texas. Er heiratete erneut und spielte bei der neu gegründeten Plattenfirma eines Freundes eine Single ein. In den 1970er Jahren veröffentlichte er ein Album. 1977 trat Smith dann erstmals bei der Sun Sound Show in London auf. 1978 und 1979 unternahm er Tourneen durch Europa. 20 Jahre nach seiner vergeblichen Karriere als Rockabilly-Sänger hatte er sich nun in Europa in der Rockabilly-Gemeinde eine große Fan-Basis aufgebaut.
Warren Smith verstarb am 31. Januar 1980 an einem Herzinfarkt im Alter von nur 47 Jahren. Für das kommende Jahr 1981 war eine weitere Tournee in Europa geplant. Smith wurde 1999 aufgrund seiner Leistungen um die Rockabilly-Musik posthum in die Rockabilly Hall of Fame aufgenommen.

## Diskografie

### Alben
- 1961: First Country Collection
- 1977: Warren Smith
- 1977: Legendary Sun Performer
- 1980: Memorial Album
- 1981: The Last Detail
- 1988: So Long, I’m Gone
- 1991: Bop! Bop!
- 1995: Rockabilly Legend

### Singles
| Jahr | Titel                                   | Höchstplatzierung, Gesamtwochen, AuszeichnungChartplatzierungen (Jahr, Titel, Platzierungen, Wochen, Auszeichnungen, Anmerkungen) | Höchstplatzierung, Gesamtwochen, AuszeichnungChartplatzierungen (Jahr, Titel, Platzierungen, Wochen, Auszeichnungen, Anmerkungen) | Anmerkungen        |
| Jahr | Titel                                   | US | Country | Anmerkungen        |
| ---- | --------------------------------------- | --- | --- | ------------------ |
| 1957 | So Long I’m Gone                        | US72 (2 Wo.)US | — |                    |
| 1960 | I Don’t Believe I’ll Fall in Love Today | — | Country5 (17 Wo.)Country |                    |
| 1961 | Odds and Ends (Bits and Pieces)         | — | Country7 (15 Wo.)Country |                    |
| 1961 | Why Baby Why                            | — | Country23 (3 Wo.)Country | mit Shirley Collie |
| 1961 | Call of the Wild                        | — | Country26 (3 Wo.)Country |                    |
| 1963 | That’s Why I Sing in a Honky Tonk       | — | Country25 (4 Wo.)Country |                    |
| 1964 | Big City Ways                           | — | Country41 (2 Wo.)Country |                    |
| 1964 | Blue Smoke                              | — | Country41 (8 Wo.)Country |                    |

grau schraffiert: keine Chartdaten aus diesem Jahr verfügbar
Weitere Singles
- 1956: Rock’n’Roll Ruby
- 1956: Ubangi Stomp
- 1957: Red Cadillac And A Black Moustache
- 1958: Got Love If You Want It
- 1959: Sweet Sweet Girl
- 1961: Why I’m Walking (mit Shirley Collie)
- 1962: Five Minutes of the Latest Blues
- 1962: Book of Broken Hearts
- 1966: Future X
- 1968: When the Heartaches Get to Me
- 1972: Make It on Your Own
- 1972: I Don’t Believe
- 1973: A Woman’s Never Gone